# 粟飯原清胤
粟飯原 清胤（あいはら きよたね）は、南北朝時代の武将。生没年不詳。『千葉大系図』によれば、千葉貞胤の弟である粟飯原氏光の子で、父の官途名である下総守を受け継いだ。

## 略歴
氏光の嫡子として生まれ、足利尊氏から千葉氏13代当主千葉氏胤の後見を託される。興国6年/貞和元年（1345年）8月、千葉氏胤や東常顕ら千葉氏一族と共に天龍寺供養に参加する。
のち正平2年/貞和3年（1347年）1月3日から2年間、幕命により政所執事を勤める。のち正平5年/観応元年（1350年）4月16日厩別当となる。のち佐々木高氏が近江柏原城に蟄居すると、正平8年/文和2年（1353年）1月5日、足利義詮、三宝院賢俊と共に遣わされ、これを諭す。義詮の下でも政所執事を務めたと見なされるが、『常楽記』によると文和2年（1353年）6月9日に京都神楽岡の合戦で戦死した。